# Liste des parcs zoologiques en Asie

## Afghanistan
- Zoo de Kaboul, Kaboul

## Azerbaïdjan
- Parc zoologique de Bakou, Bakou

## Bangladesh
- (en) Zoo de Dhaka, Dhaka

## Chine
- Zoo de Xining
- Zoo de Pékin
- Zoo de Chengdu
- Zoo de Guangzhou
- Guangzhou Panyu Chime-long Night Zoo
- Zoo de Shanghai
- Zoo de Chongqing

Centres de reproduction :
- - Centre de recherche sur le Panda géant de Chengdu
  - Réserve naturelle de Wolong, province de Sichuan

## Hong Kong
- (en) en:Edward Youde Aviary, (situé dans (en) en:Hong Kong Park)
- (en) en:Hong Kong Wetland Park
- (en) en:Hong Kong Zoological and Botanical Gardens
- (en) en:Kadoorie Farm and Botanic Garden
- (en) en:Lai Chi Kok Zoo
- Ocean Park Hong Kong

## Inde
Le (en) en:Central Zoo Authority of India (CZA) est l'institution gouvernementale qui contrôle tous les zoos en Inde.
- Parc zoologique national de Delhi
- (en) en:Alipore Zoological Gardens, Kolkata
- Parc zoologique d'Arignar Anna (Vandalur Zoo), Chennai
- Zoo de Gauhati, Assam
- (en) en:Indira Gandhi Park
- (en) en:Jijamata Udyaan, Mumbai
- Madras Crocodile Bank Trust, Chennai
- (en) en:Marble Palace zoo, Kolkata
- (en) en:Mysore Zoo, Karnataka
- (en) en:NandanKanan, Orissa, Inde
- (en) en:Nehru Zoological Park, Hyderâbâd
- (en) en:Padmaja Naidu Zoological Park, Darjeeling
- (en) en:Parassinikkadavu Snake Park
- (en) en:Sakkarbaug Zoological Garden, Junagadh, Gujarat
- (en) en:Sepahijala Zoo, Tripura
- (en) en:Trivandrum Zoo, Trivandrum

## Indonésie
- Ragunan Zoo, Jakarta
- Taman Safari Indonesia, Cisarua, Bogor
- Taman Safari Indonesia 2, Surabaya

## Iran
- Amol Zoo
- Bandar Abbas Zoo
- Darabad Zoo, Téhéran
- Isfahan Zoo
- Tehran Zoo

## Israël
- Arena Tropical World, Herzliya
- Beer Sheba Municipal Zoological Garden, Beersheba
- Children's Zoo, Kibbutz Sa'ad
- Educational Zoo of the Haifa Biological Institute, Haifa
- Carmel Hai-Bar Nature Reserve, Haifa
- Hamat Gader Crocodile Farm, Terrarium and Mini Zoo
- (en) Tisch Family Biblical Zoological Gardens, Jerusalem
- Jerusalem Bird Observatory, Jerusalem
- Monkey Park, Kfar Daniel
- Hai Park, Kiryat Motzkin
- Nir-David Australian Animal Park, Nir-David
- Hai Kef, Rishon LeZion, Rishon LeZion
- I. Meier Segals Garden for Zoological Research, Tel Aviv
- (en) en:Zoological Center of Tel Aviv-Ramat Gan, Ramat Gan
- Tel-Aviv Bird Park, Tel Aviv
- Petah Tikva Zoo, Petah Tikva
- Nahariya Zoo-Botanical Garden, Nahariya

## Japon
- Asahiyama Zoo, Asahikawa, Hokkaidō
- Chiba Zoological Park, Chiba
- Fukuyama City Zoo, Fukuyama
- Higashiyama Zoo, Nagoya
- Himeji Central Park, Himeji, Hyogo
- Hiroshima City Asa Zoological Park, Hiroshima
- Kyoto Zoo
- Oji Zoo, Kobe
- Tama Zoo, Tokyo
- Zoo et muséum d'Okinawa
- Zoo de Tennoji, Osaka
- Zoo d'Ueno , Tokyo
- Yokohama : Nogeyama Zoological Gardens, Zoorasia.
- Adventure World, Wakayama

## Corée du Sud
- Chang-gyeong Weon Zoological and Botanical Garden
- Pyongyang Zoo

## Kazakhstan
- Zoo d'Almaty, Almaty (1936)
- Zoo de Karaganda, Karaganda (1936/1938)
- Zoo de Chimkent, Chimkent (1979)
- Temirtau Aquapark of Children's Park, Temirtaou

## Macao
- Two Dragon Throat Public Garden

## Malaisie
- (en) en:Kuala Lumpur Bird Park, Kuala Lumpur
- (en) en:Aquaria KLCC, Kuala Lumpur
- Malacca Zoo, Alor Gajah, Malacca
- Taiping Night Safari, Taiping
- Taiping Zoo, Taiping, Perak
- Zoo Negara, Taman Melawati, Kuala Lumpur
- Langkawi Underwater World, Cenang Beach, Langkawi Island

## Népal
- Central Zoo, Kathmandou

## Ouzbékistan
- Parc zoologique de Tachkent

## Pakistan
- (en) en:Karachi Zoological Gardens, Karachi
- Landhi Korangi Zoo, Karachi
- Karachi Safari Park,Karachi
- Clifton Aquarium,Karachi
- Murree Wildlife Park,Murree
- (en) en:Lahore Zoological Garden, Lahore
- Jallo Wildlife Park, Lahore
- Bahawalpur Zoological Garden, Bahawalpur
- LalSuhandra Park, Bahawalpur
- Islamabad Zoological Garden, Islamabad
- Loi bher Wildlife Park, Rawalpindi/Islamabad
- Jungle Kingdom, Rawalpindi
- Hyderabad Zoo, Hyderabad

## Philippines
- (en) en:Avilon Zoo, Rodriguez (Rizal)
- Botolan Wildlife Farm Zambales, Botolan, Philippines
- Manila Zoological and Botanical Garden, Adriatico St., Manila, Philippines

## Singapour
- Jurong Bird Park
- Jurong Reptile Park
- Night Safari
- Underwater World
- Zoo de Singapour
- River Safari

## Taïwan
- 1-Lan Wild Animal Rescue Centre
- Far East Animal Farm
- Feng-Hung-Ku Bird Park
- Hsinchu City Zoo
- Kaohsiung Zoo
- Leefoo Zoo
- (en) en:Ocean World, Yehliu Wanli
- Pintung Rescue Centre
- (en) en:Taipei Zoo, Taipei
- National Museum of Marine Biology/Aquarium

## Thaïlande
- Chiang Mai Night Safari
- Zoo de Chiang Mai
- Zoo de Dusit
- Khao Kheow Open Zoo
- Zoo de Nakhon Ratchasima
- Phuket Zoo
- Safari World
- Zoo de Songkhla
- Lopburi Zoo
- Crocodiles Farm and Elephant Theme Show Sampran, Nakorn Pathom
- crocodiles Farm Samut Prakan
- sriracha tigerzoo Chonburi
- The Million Years Park And Pataya crocodiles Farm
- Siam Ocean World, Siamparagon, Bangkok
- Oasis Sea world Thai Dolphins Show, Chanthaburi
- Under Water World
- Bangkok Aquarium - Bang Khen, Bangkok
- Bueng Chawak Aquarium - Doem Bang Nang Buat, Suphanburi
- Phuket Aquirium - Phuket
- Rayong Aquirium - Rayong

## Viêt Nam
- Zoo de Hanoï
- Zoo de Saigon